# Fernando Arce
Fernando Arce (Tijuana, 1980. április 24. –) a mexikói válogatott egykori labdarúgója, aki pályafutása során számos mexikói klubcsapatban is szerepelt. Kétszeres mexikói bajnok: a Santos Lagunával 2008-ban, a Tijuanával 2012-ben nyert bajnokságot.

## Pályafutása

### Klubcsapatokban
A mexikói első osztályban 2000. október 28-án lépett először pályára az Irapuato színeiben, amikor csapata 3–2-es győzelmet aratott hazai pályán a Toluca ellen. Ezután néhány évet eltöltött a Tiburones Rojos de Veracruz és az Atlante csapatánál, majd a Monarcas Moreliához került, ahol 122 mérkőzésen 24 gólt lőtt. Következő klubja a Santos Laguna volt, ahol még ennél is több, 127 alkalommal lépett pályára a ligában, sőt, 2008-ban a bajnokságot is megnyerte. 2011-ben a Tijuanához került, ahol éppen 100-szor szerepelt a csapatban bajnokikon, 2012-ben pedig ismét aranyérmes lett. Ezután a Guadalajarában és a Doradosban is játszott még.

### A válogatottban
A válogatottban először 22 évesen, 2003. február 4-én lépett pályára egy Argentína elleni barátságos mérkőzésen. Eleinte évekig csak barátságosokon szerepelt (illetve 2004-ben egy vb-selejtezőn), majd 2007-ben két nemzetközi tornán is lehetőséghez jutott: a CONCACAF-aranykupán Mexikó a döntőig menetelt, de ott vereséget szenvedett, a Copa Américán pedig az elődöntőig jutottak, végül a harmadik helyet szerezték meg. Arce ezután még számos barátságos mérkőzésen és világbajnoki selejtezőn szerepelt, de 2014-től már nem került be a nemzeti csapatba.

#### Mérkőzései a válogatottban
| Mexikó | Mexikó               | Mexikó                                               | Mexikó           | Mexikó   | Mexikó             | Mexikó                          | Mexikó | Mexikó      |
| #      | Dátum                | Helyszín                                             | Hazai            | Eredmény | Vendég             | Kiírás                          | Gólok  | Esemény     |
| ------ | -------------------- | ---------------------------------------------------- | ---------------- | -------- | ------------------ | ------------------------------- | ------ | ----------- |
| 1.     | 2003. február 4.     | Los Angeles, Memorial Coliseum                       | Mexikó           | 0 – 1    | Argentína          | barátságos                      | 0      | 68'         |
| 2.     | 2003. március 19.    | Irving, Texas Stadium                                | Mexikó           | 2 – 0    | Bolívia            | barátságos                      | 0      | 70'         |
| 3.     | 2003. május 8.       | Houston, Reliant Stadium                             | Egyesült Államok | 0 – 0    | Mexikó             | barátságos                      | 0      | 82'         |
| 4.     | 2003. október 15.    | Chicago, Soldier Field                               | Mexikó           | 0 – 2    | Uruguay            | barátságos                      | 0      | 61'         |
| 5.     | 2003. november 19.   | San Francisco, Pacific Bell Park                     | Mexikó           | 0 – 0    | Izland             | barátságos                      | 0      | 46'         |
| 6.     | 2004. február 18.    | Carson, The Home Depot Center                        | Mexikó           | 1 – 1    | Chile              | barátságos                      | 0      | 75'         |
| 7.     | 2004. október 13.    | Puebla, Estadio Cuauhtémoc                           | Mexikó           | 3 – 0    | Trinidad és Tobago | vb-selejtező                    | 0      | 81'         |
| 8.     | 2004. október 27.    | East Rutherford, Giants Stadium                      | Mexikó           | 2 – 1    | Ecuador            | barátságos                      | 0      | 46'         |
| 9.     | 2005. február 23.    | Culiacán Rosales, Estadio Carlos González y González | Mexikó           | 1 – 1    | Kolumbia           | barátságos                      | 0      | 62'         |
| 10.    | 2007. február 28.    | San Diego, Qualcomm Stadium                          | Mexikó           | 3 – 1    | Venezuela          | barátságos                      | 1      | 34' 46'     |
| 11.    | 2007. március 25.    | San Nicolás de los Garza, Estadio Universitario      | Mexikó           | 2 – 1    | Paraguay           | barátságos                      | 0      | 72'         |
| 12.    | 2007. március 28.    | Oakland, McAfee Coliseum                             | Mexikó           | 4 – 2    | Ecuador            | barátságos                      | 0      | 46'         |
| 13.    | 2007. június 2.      | San Luis Potosí, Estadio Alfonso Lastras             | Mexikó           | 4 – 0    | Irán               | barátságos                      | 0      |             |
| 14.    | 2007. június 5.      | Mexikóváros, Estadio Azteca                          | Mexikó           | 0 – 1    | Paraguay           | barátságos                      | 0      | 46'         |
| 15.    | 2007. június 8.      | East Rutherford, Giants Stadium                      | Mexikó           | 2 – 1    | Kuba               | CONCACAF-aranykupa, csoportkör  | 0      |             |
| 16.    | 2007. június 10.     | East Rutherford, Giants Stadium                      | Honduras         | 2 – 1    | Mexikó             | CONCACAF-aranykupa, csoportkör  | 0      | 72'         |
| 17.    | 2007. június 13.     | Houston, Reliant Stadion                             | Mexikó           | 1 – 0    | Panama             | CONCACAF-aranykupa, csoportkör  | 0      | 76'         |
| 18.    | 2007. június 17.     | Houston, Reliant Stadion                             | Mexikó           | 1 – 0    | Costa Rica         | CONCACAF-aranykupa, negyeddöntő | 0      | 115'        |
| 19.    | 2007. június 21.     | Chicago, Soldier Field                               | Mexikó           | 1 – 0    | Guadeloupe         | CONCACAF-aranykupa, elődöntő    | 0      | 69'         |
| 20.    | 2007. június 27.     | Puerto Ordaz, Estadio Cachamay                       | Brazília         | 0 – 2    | Mexikó             | Copa América, csoportkör        | 0      |             |
| 21.    | 2007. július 1.      | Maturín, Estadio Monumental de Maturín               | Mexikó           | 2 – 1    | Ecuador            | Copa América, csoportkör        | 0      |             |
| 22.    | 2007. július 4.      | Puerto la Cruz, Estadio José Antonio Anzoátegui      | Mexikó           | 0 – 0    | Chile              | Copa América, csoportkör        | 0      | 80'         |
| 23.    | 2007. július 8.      | Maturín, Estadio Monumental de Maturín               | Mexikó           | 6 – 0    | Paraguay           | Copa América, negyeddöntő       | 1      | 78' 79'     |
| 24.    | 2007. július 11.     | Puerto Ordaz, Estadio Cachamay                       | Mexikó           | 0 – 3    | Argentína          | Copa América, elődöntő          | 0      |             |
| 25.    | 2007. szeptember 12. | Foxborough, Gillette Stadion                         | Mexikó           | 1 – 3    | Brazília           | barátságos                      | 0      |             |
| 26.    | 2007. október 14.    | Ciudad Juárez, Estadio Olímpico Benito Juárez        | Mexikó           | 2 – 2    | Nigéria            | barátságos                      | 0      | 78' 84'     |
| 27.    | 2008. február 6.     | Houston, Reliant Stadium                             | Egyesült Államok | 2 – 2    | Mexikó             | barátságos                      | 0      | 90'         |
| 28.    | 2008. március 26.    | London, Craven Cottage                               | Ghána            | 1 – 2    | Mexikó             | barátságos                      | 0      | 66'         |
| 29.    | 2008. június 4.      | San Diego, Qualcomm Stadium                          | Mexikó           | 1 – 4    | Argentína          | barátságos                      | 0      | 60'         |
| 30.    | 2008. június 8.      | Chicago, Soldier Field                               | Mexikó           | 4 – 0    | Peru               | barátságos                      | 2      | 5' 28'      |
| 31.    | 2008. június 15.     | Houston, Reliant Stadium                             | Belize           | 0 – 2    | Mexikó             | vb-selejtező                    | 0      |             |
| 32.    | 2008. június 21.     | San Nicolás de los Garza, Estadio Universitario      | Mexikó           | 7 – 0    | Belize             | vb-selejtező                    | 2      | 45' 48' 52' |
| 33.    | 2008. augusztus 20.  | Mexikóváros, Estadio Azteca                          | Mexikó           | 2 – 1    | Honduras           | vb-selejtező                    | 0      | 38' 70'     |
| 34.    | 2008. szeptember 6.  | Mexikóváros, Estadio Azteca                          | Mexikó           | 3 – 0    | Jamaica            | vb-selejtező                    | 1      | 32'         |
| 35.    | 2008. szeptember 10. | Tuxtla Gutiérrez, Estadio Víctor Manuel Reyna        | Mexikó           | 2 – 1    | Kanada             | vb-selejtező                    | 0      | 89'         |
| 36.    | 2008. október 11.    | Kingston, Independence Park                          | Jamaica          | 1 – 0    | Mexikó             | vb-selejtező                    | 0      |             |
| 37.    | 2008. október 15.    | Edmonton, Commonwealth Stadium                       | Kanada           | 2 – 2    | Mexikó             | vb-selejtező                    | 0      | 82'         |
| 38.    | 2008. november 12.   | Phoenix, Chase Field                                 | Mexikó           | 2 – 1    | Ecuador            | barátságos                      | 0      | 33' 46'     |
| 39.    | 2008. november 19.   | San Pedro Sula, Estadio Olímpico Metropolitano       | Honduras         | 1 – 0    | Mexikó             | vb-selejtező                    | 0      | 30' 72'     |
| 40.    | 2009. március 11.    | Commerce City, Dick's Sporting Goods Park            | Mexikó           | 5 – 1    | Bolívia            | barátságos                      | 0      | 46'         |
| 41.    | 2009. március 28.    | Mexikóváros, Estadio Azteca                          | Mexikó           | 2 – 0    | Costa Rica         | vb-selejtező                    | 0      |             |
| 42.    | 2009. június 6.      | San Salvador, Estadio Cuscatlán                      | Salvador         | 2 – 1    | Mexikó             | vb-selejtező                    | 0      | 46'         |
| 43.    | 2013. január 30.     | Glendale, University of Phoenix Stadium              | Mexikó           | 1 – 1    | Dánia              | barátságos                      | 0      | 58'         |
| 44.    | 2013. augusztus 14.  | New York, MetLife Stadium                            | Mexikó           | 4 – 1    | Elefántcsontpart   | barátságos                      | 0      |             |
| 45.    | 2013. szeptember 6.  | Mexikóváros, Estadio Azteca                          | Mexikó           | 1 – 2    | Honduras           | vb-selejtező                    | 0      |             |
| 46.    | 2013. szeptember 10. | Columbus, Columbus Crew Stadium                      | Egyesült Államok | 2 – 0    | Mexikó             | vb-selejtező                    | 0      | 68'         |
| 47.    | 2013. október 11.    | Mexikóváros, Estadio Azteca                          | Mexikó           | 2 – 1    | Panama             | vb-selejtező                    | 0      | 76'         |
|        | Összesen             |                                                      |                  | 47       | mérkőzés           |                                 | 7      | gól         |